# Rik Rienks
Rik Rienks (17 maart 1995) is een Nederlands roeier, die in 2022 in de vier-zonder zilver behaalde bij de Europese Kampioenschappen in München, en brons bij de Wereldkampioenschappen in Račice. In 2023 werd Rienks derde bij de Europese Kampioenschappen, dit maal in de acht.

## Levensloop
Rienks is de zoon van oud-Olympisch roeiers Nico Rienks en Harriet van Ettekoven. Ondanks de roeiende ouders zijn zowel Rik Rienks als zijn jongere broer Ralf pas op latere leeftjd begonnen met roeien. In 2017 roeien ze beiden op de Wereldkampioenschappen onder 23 jaar, in de vier-zonder die net buiten de prijzen valt.
Op de Europese kampioenschappen 2022 in München behaalde Rienks samen met zijn broer Ralf, Sander de Graaf en Ruben Knab zilver in de vier zonder stuurman. Een maand later behaalde deze ploeg bij de Wereldkampioenschappen van 2022 in het Tsjechische Račice de bronzen medaille. Het viertal eindigde met 5.51,85 achter Groot-Brittannië en Australië.
In 2023 maakte Rienks deel uit van de acht die brons behaalde op de EK in Bled.
Op de Olympische Spelen van 2024 in Parijs nam Rienks samen met Nelson Ritsema, Eli Brouwer en Guus Mollee deel in de vier zonder. De ploeg wist echter geen finaleplaats te behalen en strandde op een vierde plek in de herkansing, waar slechts de beste twee van vijf boten doorgaan naar de finale.
Rienks is lid van de Zwolsche roei- en zeilvereniging en van de Amsterdamse studentenroeivereniging Nereus.

## Resultaten

### Olympische Zomerspelen
| Jaar | Plaats | Resultaten           |
| ---- | ------ | -------------------- |
| 2024 | Parijs | 7e in de vier zonder |

### Wereldkampioenschappen
| Jaar | Plaats   | Resultaten    |
| ---- | -------- | ------------- |
| 2022 | Račice   | in de vier    |
| 2023 | Belgrado | 4e in de vier |

### Europese kampioenschappen
| Jaar | Plaats  | Resultaten        |
| ---- | ------- | ----------------- |
| 2022 | München | in de vier-zonder |
| 2023 | Bled    | in de acht        |
| 2025 | Plovdiv | 19e in de skiff   |